# Alex of Venice
Pour plus de détails, voir Fiche technique et Distribution.
Alex of Venice est un film américain réalisé par Chris Messina, acteur qui réalise ici son premier long métrage. Il est sorti en 2014.

## Synopsis
Une femme obsédée par son travail doit faire face au départ soudain de son mari.

## Fiche technique
- Titre : Alex of Venice
- Réalisation : Chris Messina
- Scénario : Jessica Goldberg, Katie Nehra et Justin Shilton
- Musique : David Wingo
- Photographie : Doug Emmett
- Montage : Brian McGinn et Amy McGrath
- Production : Lynette Howell Taylor et Jamie Patricof
- Société de production : Electric City Entertainment
- Société de distribution : Screen Media Films (États-Unis)
- Pays de production :  États-Unis
- Genre : Drame
- Durée : 86 minutes
- Dates de sortie : 
  - États-Unis : 18 avril 2014 (festival du film de Tribeca), 17 avril 2015

## Distribution
- Mary Elizabeth Winstead : Alex
- Don Johnson : Roger
- Reg E. Cathey : Walt
- Skylar Gaertner : Dakota
- Chris Messina : George
- Matthew Del Negro : James
- Timm Sharp : Josh
- Derek Luke : Frank
- Tom Yi : le juge Sawyer
- Zane Smith : Rain Eldenberg
- Michael Chernus : Trofimov
- Will McCormack : Lee
- Tai Cheadle : Mel
- Jennifer Jason Leigh : Maureen
- Beth Grant : Teacher
- Katie Nehra : Lilly
- Sandra Seacat : Sandra
- Jose Alvarez : Q
- Bill Tangradi : l'artiste
- Tracy Drake : Tracy
- Vanessa Aspillaga : Vanessa
- Matt Conde : le barman
- Glenn Kessler : Gayev
- Tom O'Brien : Lopakhin
- Marin Hinkle : Andreyev-Liubov
- Marc Rose : Yasha
- Susan Pourfar : Varya
- Julianna Guill : Anya

## Accueil
Le film a reçu un accueil mitigé de la critique. Il obtient un score moyen de 56 % sur Metacritic.